# Кадетський ліцей імені генерала Повіласа Плехавічуса
Кадетський ліцей імені генерала Повіласа Плехавічуса (лит. Generolo Povilo Plechavičiaus kadetų licėjus) - денна загальноосвітня школа з організованою самопідготовкою у Каунасі, вул. Жейменос, 66 (колишня Ейгуляйська школа ), яка забезпечує базову та середню освіту відповідно до державних стандартів, а також надає програми додаткової освіти. Код установи 300117533

## Про ліцей

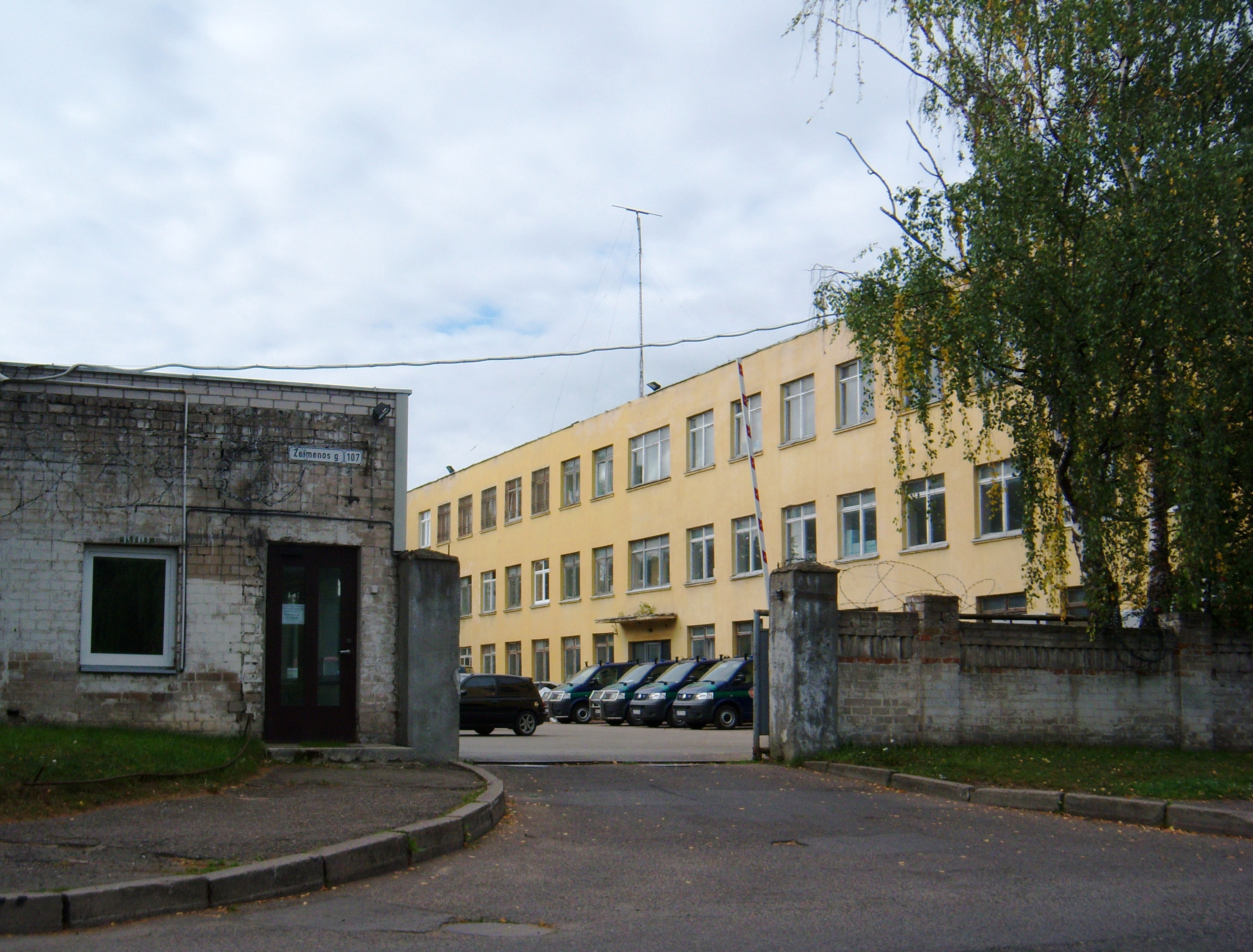
Школа молодого солдата імені генерала П. Плехавічуса 2012 року знаходилась за адресою вул. Жейменос 107

У відділенні неформальної освіти ліцею створюються умови для додаткового вивчення учнями 5-12 класів основ права та ведення війни, спорту та інших програм підготовки для учнів шкіл міста Каунаса та Каунаського повіту. Видається атестат зрілості, що дозволяє продовжити навчання в будь-якому вищому навчальному закладі . Також видається сертифікат, що підтверджує завершення базового курсу права та війни; це важливо для тих, хто продовжує вдосконалювати свої здібності та навички в литовських юридичних та військових університетах, вищих школах: Литовська військова академія імені генерала Йонаса Жемайтіса, Університет Миколаса Ромеріса, Школа прикордонної служби, Школа литовських збройних сил імені генерала Стасіса Раштікіса .
Особлива увага приділяється позашкільній діяльності учнів: організовується самопідготовка – підготовка домашніх завдань після уроків, неформальна освітня діяльність – тактика, самооборона, баскетбол, бокс, альпінізм і спелеологія, веслування, вітрильний спорт тощо. Під час канікул у військах і частинах МВС, а також у навчальних закладах проводяться 3-4 денні стаціонарні національні та міжнародні табори. Також школярі беруть участь у різноманітних екскурсіях, які проводяться щодругої суботи на заняттях у приміських лісах, двічі влітку, а також взимку та навесні організовують стаціонарні табори під час канікул.

## Історія
- 1994 рік У нинішньому Каунасському відділенні Служби громадської безпеки при Міністерстві внутрішніх справ була створена Школа молодого солдата на громадських засадах.
- 2005 рік 25 травня Школа молодого солдата «Люшюкай» зареєстрована в 2006 році. Засновниками виступили Міністерство внутрішніх справ Литовської Республіки та міська рада Каунаса .
- 2009 рік 4 березня школу назвали на честь генерала Повіласа Плехавічуса .
- 2013 рік 7 березня Школа молодих солдатів імені генерала Повіласа Плехавічуса стала кадетською.
- 2015 рік 3 липня школа зареєстрована як ліцей.
- 2020 рік права засновника перейшли від Міністерства внутрішніх справ Литовської Республіки до Міністерства національної оборони Литовської Республіки . [1]

## Директори
Річардас Жилайтіс (виконувач обов'язків)

## Партнери
Львівський ліцей з посиленою військово-фізичною підготовкою імені Героїв Крут